# Oruza rufata
Oruza rufata là một loài bướm đêm trong họ Erebidae.